# Басуки Чахая Пурнама
Басуки Чахая Пурнама (индон. Basuki Cahaya Purnama, хакка 鍾萬學, Tsung Wan Hok, пиньинь Zhōng Wànxué, широко известен под прозвищем Ахок (индон. Ahok); 29 июня 1966, Мангар, Белитунг, Банка-Белитунг, Индонезия) — индонезийский политический и государственный деятель, 17-й губернатор Джакарты с 19 ноября 2014 года.
С 3 августа 2005 по 22 декабря 2006 года Басуки был регентом Восточного Белинтунга, являясь этническим китайцем. С 15 октября 2012 по 19 ноября 2014 года Басуки занимал должность вице-губернатора у губернатора Джоко Видодо, широко известного под прозвищем Джокови. До этого, он был членом Комиссии II Совета народных представителей на период 2009—2014 годов от партии Голкар, но ушёл в отставку накануне губернаторских выборов 2012 года
В 2012 году он баллотировался на пост вице-губернатора Джакарты в паре с Джокови, на тот момент действующим мэром Суракарты. Они победили, получив 53,82 % голосов, будучи кандидатами от блока Демократической партии борьбы Индонезии и Голкар. 10 сентября 2014 года Басуки был исключён из «Голкар» из-за разногласий по законопроекту о выборах, по его мнению могущего «убить» демократию в Индонезии. После этого, Басуки остался в должности исполняющего обязанности губернатора без поддержки партии как независимый политик.
1 июня 2014 года губернатор Джоко Видодо взял отпуск для того чтобы выдвинуть свою кандидатуру в президенты на выборах 2014 года. После избрания на должность президента Индонезии, 16 октября Джоко Видодо официально сложил с себя полномочия губернатора, и Басуки автоматически стал исполняющим обязанности губернатора.
14 ноября на специальном пленарном заседании в здании СНП в Джакарте, Басуки официально был объявлен преемником губернатора Джоко Видодо. 19 ноября в Государственном дворце президент Джокови назначил Басуки на пост губернатора Джакарты.

## Биография

### Семья, молодые годы и образование
Басуки Чахая Пурнама родился 29 июня 1966 года в Мангаре на острове Белитунг провинции Банка-Белитунг, став первым сыном в китайско-индонезийской семье народа хакка Альм. Индры Чахая Пурнама (Чунг Кьем Нам) и Буниарти Нингсинг (Бун Нен Чау). У него есть трое младших братьев и сестер: Басури Чахая Пурнама (регент Восточного Белинтунга), Фифи Лети (юрист) и Гарри Басуки (консультант в области туризма).
Учился в средней школе в деревне Гантунг района Гантунг. Затем продолжил обучение в Джакарте, закончив в 1989 году Университет Трисакти со степенью бакалавра наук в области инженерной геологии на минерально-техническом факультете. После этого он вернулся обратно в Белинтунг, где начал работать подрядчиком в горно-добывающих компаниях.
После завершения своего среднего образования, Басуки продолжил учёбу на кафедре инженерной геологии инженерного факультета университета Трисакти и в 1990 году получил диплом инженера. В 1994 году он окончил Старшую школу экономики Прасетья Мулья со степенью магистра в области управления.

## Личная жизнь
Басуки Чахая Пурнама женат на Веронике Тан, родившейся в Медане на Северной Суматре. У них трое детей: Николас Шон, Натания, Дауд Албинир. Басуки имеет прозвище Ахок (индон. Ahok), перешедшее к нему от отца.